# Larry Polowski
Larry Polowski (Three Rivers, 15 settembre 1957) è un ex giocatore di football americano statunitense che ha militato nel ruolo di linebacker nella National Football League (NFL).

## Carriera
Polowski fu scelto dai Seattle Seahawks nel corso del settimo giro (169º assoluto) del Draft NFL 1979. Con essi disputò l'unica stagione professionistica scendendo in campo in 14 partite in cui fece registrare un fumble recuperato.